# Hypocalymma uncinatum
Hypocalymma uncinatum là một loài thực vật có hoa trong Họ Đào kim nương. Loài này được Strid & Keighery mô tả khoa học đầu tiên năm 2002.